# Heligmomerus carsoni
Heligmomerus carsoni är en spindelart som beskrevs av Pocock 1897. Heligmomerus carsoni ingår i släktet Heligmomerus och familjen Idiopidae.
Artens utbredningsområde är Tanzania. Inga underarter finns listade i Catalogue of Life.